# Carl Gottlieb Svarez
Carl Gottlieb Svarez eller Suarez, oprindelig Schwartz, (født 27. februar 1746 i Schweidnitz, død 14. maj 1798 i Berlin) var en tysk retskyndig.
Svarez studerede 1762—65 i Frankfurt a. d. O., særlig under Joachim Georg Darjes. Sammen med storkansleren Johann Heinrich von Carmer og professor Ernst Ferdinand Klein må Svarez nævnes som den mand, der har størst del i det mægtige arbejde, som under Frederik den Store og hans efterfølger Frederik Vilhelm II blev udført for en reorganisation af det preussiske retsvæsen. Først virkede Svarez i Schlesien, senere kaldte Carmer ham til Berlin, hvor han med utrættelig flid, omhyggelig og skarpsindig overvejelse og overordentlig arbejdskraft tog del i udarbejdelsen af forslagene til de store proceslove og den almindelige landret.